# Mantispa rufescens
Mantispa rufescens là một loài côn trùng trong họ Mantispidae thuộc bộ Neuroptera. Loài này được Latreille miêu tả năm 1807.